# Agatharchos
Agatharchos (en grec ancien Ἀγάθαρχος / Agátharchos) est un artiste-peintre autodidacte du Ve siècle av. J.-C.

## Notice biographique
Originaire de Samos, fils d’Eudémos, il est l'initiateur des recherches sur la perspective. Son activité se place entre -460 et -420. Alcibiade, qui l'avait chargé de décorer les murs de sa maison, fera scandale en le séquestrant pour son usage personnel. Vitruve dit de lui dans De architectura qu'il aurait inventé la peinture scénique et qu'il aurait peint un décor (scenam fecit) pour une tragédie d'Eschyle, ce qui fait de lui le premier peintre à réaliser des décors de théâtre et à inventer la scénographie. Il écrivit d'ailleurs un traité sur ce sujet. Selon Vitruve, le traité d'Agatharcos mentionnait déjà la notion des lignes de fuite issues d'un centre focal unique. Pour cette raison, quelques écrivains comme Karl Woermann ont supposé qu’il aurait introduit la perspective et l'illusion dans la peinture.